# Sattivaza
Sattivaza (hurri 𒁹𒆳𒋾𒉿𒍝 mŠattiwaza, születési nevén Kili-Tešub) Mitanni királya az i. e. 14. század utolsó szakaszában. Nevének variációi még a Kurtiwaza (hettita Kur-ti-wa-za, hurri Krti-vāja) is, mivel a név kezdete a KUR logogrammal íródott, amit kur, šat és mat szótagként is lehet olvasni. Korábban Mattiwaza alakban is olvasták, ez a névforma is viszonylag elterjedt.
Tusratta fia – egyes elképzelések szerint az öccse, a CTH#51 „a király fia” megnevezést használja, de nem tudni, melyik királyé –, azonban apja belviszály áldozata lett. Tusratta helyére II. Artatama került, majd őt annak fia, III. Suttarna követte. A trónbitorló az asszírokkal szövetkezett, míg Sattivaza az ellene sikertelenül megkísérelt merénylet után a Hettita Birodalomba menekült. Itt feleségül vette I. Szuppiluliumasz egyik leányát, és feleségül adta egyik – valószínűleg korábbi házasságából született – leányát Pijaszilisz herceghez. A szövetséget szerződéssel is megerősítették, amelynek csak hettita változata maradt fenn (CTH#51, „A Sattivaza-szerződés”, forráskiadása a KBo 1.1).
A szerződés elkerülhetetlenül háborúhoz vezetett Mitanni ellen. A hettita seregben Kili-Tesub is ott harcolt. A HDT#6B szerint Szuppiluliumasz megígérte Kili-Tesubnak, hogy a „földeket rosszul kezelő Suttarna” helyett érvényt szerez az örökösödési jogának. Ilyen módon az a helyzet állt elő, hogy Mitanniban már két idegen hatalom prédált, egyfelől az asszírok, akik a Suttarnával kötött szövetség fejében jó néhány város megszerzését igyekeztek elérni – főleg Alzi területén –, másfelől a Pijaszilisz karkemisi alkirály által vezetett hettiták. Ez a háború azonban i. e. 1325 körül zajlott le, amikor I. Assur-uballit már halott volt, utódja, Enlil-Nirári pedig sokkal kevésbé volt szerencsés uralkodó.
Kili-Tesub követeit Vassukanniban nem fogadták jól, a lakosság valószínűleg Suttarnával rokonszenvezett inkább, mint a kemény kezű Tusratta fiával. Suttarna katasztrófával végződő ellenakciója azonban megfordította a hurri lakosság rokonszenvét, mivel az Eufráteszt átlépő hettiták ellen vonult, majd Irridu és Harrán mellett is vereséget szenvedett, mire a fővárosban lázadás tört ki ellene. Suttarna megsegítésére az asszírok Vassukanni ellen vonultak és megostromolták, ami végleg Suttarna ellen fordította a hurrik hangulatát.
Pijaszilisz oldalán Kili-Tesub bevonult Mitanniba, ahol a fővárost ostromló asszírok meghátráltak a hettiták elől. Kikiáltották királynak, majd felvette a Sattivaza nevet. III. Suttarna Taite városban még védekezett ez időben, későbbi sorsa azonban ismeretlen.
Sattivaza a kapott segítség fejében nem kerülhette el, hogy Mitanni teljes egészében hettita befolyás alá kerüljön, és tovább folytatódhatott Egyiptom kiszorítása Fönícia területéről. Uralkodása alatt Amurrú is fellázadt, erről tudósít a CTH#52 („Sattivaza kiáltványa”, akkád és hettita változat is) szöveg. Ezután Mitanni sosem nyerte vissza nagyhatalmi státuszát, amelyet kétoldali fenyegetettsége (Hatti és Asszíria részéről), valamint Egyiptom gyengesége miatt veszített el. A Hettita Birodalom nem volt képes e nyugat-mezopotámiai területet tartósan ellenőrizni, mert leginkább Szíriával és Egyiptommal foglalkozott, így azonban Sattivaza utódja, I. Sattuara már I. Adad-nirári vazallusa lett.